# Cima Tosa
La cima Tosa est un sommet des Alpes culminant à 3 136 m, du massif de Brenta, dans les Alpes rhétiques méridionales, en Italie (Trentin-Haut-Adige). La cima Tosa est, après la cima Brenta, le deuxième plus haut sommet du massif de Brenta.

## Géographie

### Situation
La cima Tosa est située au centre du massif de Brenta qui est le seul groupe dolomitique à l'ouest de la rivière Adige. Pour cette raison, ce massif n'a pas toujours été considéré comme faisant partie des Dolomites même si géologiquement il fait manifestement partie de celles-ci.
La cima Tosa s'élève entre le val Brenta au nord, le val d'Ambiez au sud et le bassin de la Pozza Tramontana à l'est. La cima Tosa fait partie du parc naturel Adamello Brenta.

### Topographie
La zone sommitale est recouverte d'une calotte glaciaire qui, en raison de l'augmentation de la température, a fondu de manière drastique depuis le début des années 2000. L'altitude de 3 173 m avant la fonte de la calotte a été ramenée à 3 136 m après un nouveau mesurage effectué en 2015.

### Géologie
Le massif de Brenta, dont fait partie la cima Brenta, est caractérisé par une abondance de dolomie, roche sédimentaire carbonatée.

## Premières ascensions[4]
- 20 juillet 1865 - voie normale par Giuseppe Loss di Primiero et six compagnons de cordée.
- 4 août 1933 -  paroi nord-est (voie directe) par Bruno Detassis et Ettore Castiglioni.
- 13 août 1937 - mur est, pilier droit par Bruno Detassis et Giorgio Graffer.
- 2 août 1962 - Torre Gilberti (versant nord de la cima Tosa) par Georges Livanos, Michel Vaucher et Roger Lepage.
- 12 septembre 1962 - paroi nord-est par Bruno Detassis, Catullo Detassis et Giordano Detassis.
- 6 septembre 1962 - paroi sud-ouest (voie Città di Brescia) par Armando Aste et Franco Solina.
- 30 août 1965 - paroi nord-est par Claudio Barbier et Jean Bourgeois.
- 30 juillet 1975 - paroi est (voie Maestri) en solitaire par Cesare Maestri.

## Activités

### Alpinisme
- Voie normale sud-est - 1 600 m - II+.
- Voie directe de la paroi est – 750 m – IV/V.
- Voie Barbier (paroi nord-est) – 750 m – IV+.
- Voie des frères Detassis (paroi nord-est) – 700 m – V.
- Voie Città di Brescia (paroi sud-ouest) – 350 m – V/VI.
- Voie Maestri (paroi est) – 350 m – IV.

### Via ferrata
Via ferrata : elle permet d'atteindre le sommet de la cima Tosa - B/C (difficile).

### Accès
- Refuge Tosa-Pedrotti (2 491 m).
- Refuge Brentei (2 182 m).